# Raiffeisen Arena (Linz)
Pour les articles homonymes, voir Raiffeisen Arena.
La Raiffeisen Arena est un stade de football situé à Linz en Autriche dont le club résident est le LASK. Le stade dispose d'une capacité de 19 080 places. Construit sur le site de l'ancien Linzer Stadion. Le nom du stade vient d'un accord commercial avec la Raiffeisenlandesbank Oberösterreich (en).

## Histoire
Le 20 juillet 2020, le LASK prévoit de construire un nouveau stade à la place du Linzer Stadion, un stade uniquement destiné au football de catégorie UEFA 4. Le Linzer Stadion sera démoli en 2021, le début des travaux est fixé au 9 octobre 2021. Le nouveau stade construit au même endroit est présenté officiellement à la presse le 17 février 2023, avec un match de l'équipe féminine du LASK qui devant 3500 spectateurs établit un nouveau record d'affluence dans le football féminin autrichien.
Le stade est inauguré le 24 février 2023, lors de la rencontre du championnat d'Autriche, LASK contre Austria Lustenau (1-0).

## Structure
Le stade comporte 19 080 places couvertes, dont 4 500 places debout qui transformées en places assises pour les rencontres internationales ramène la capacité totale à 17 117 spectateurs.  

## Galerie

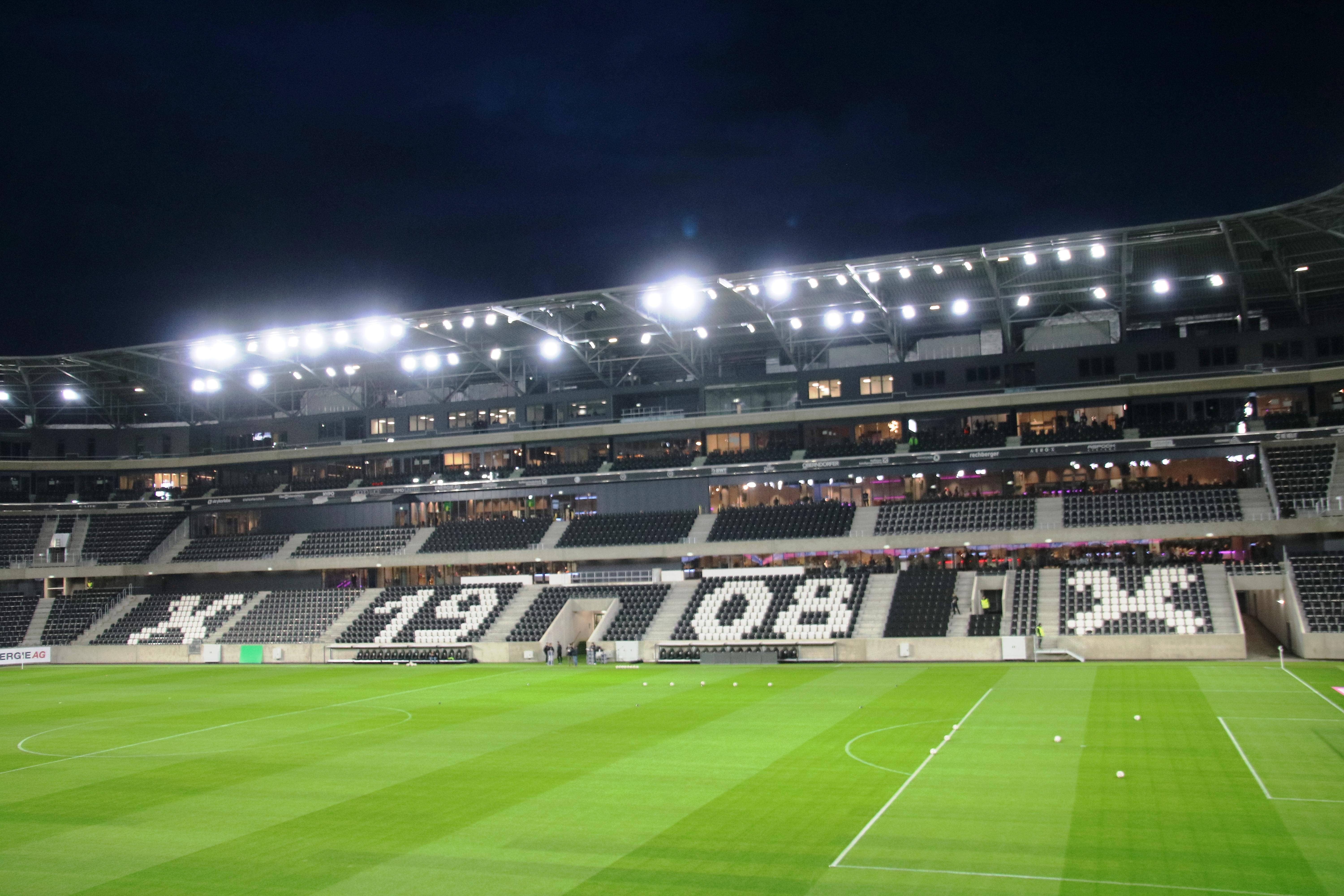
Tribune principale (février 2023)
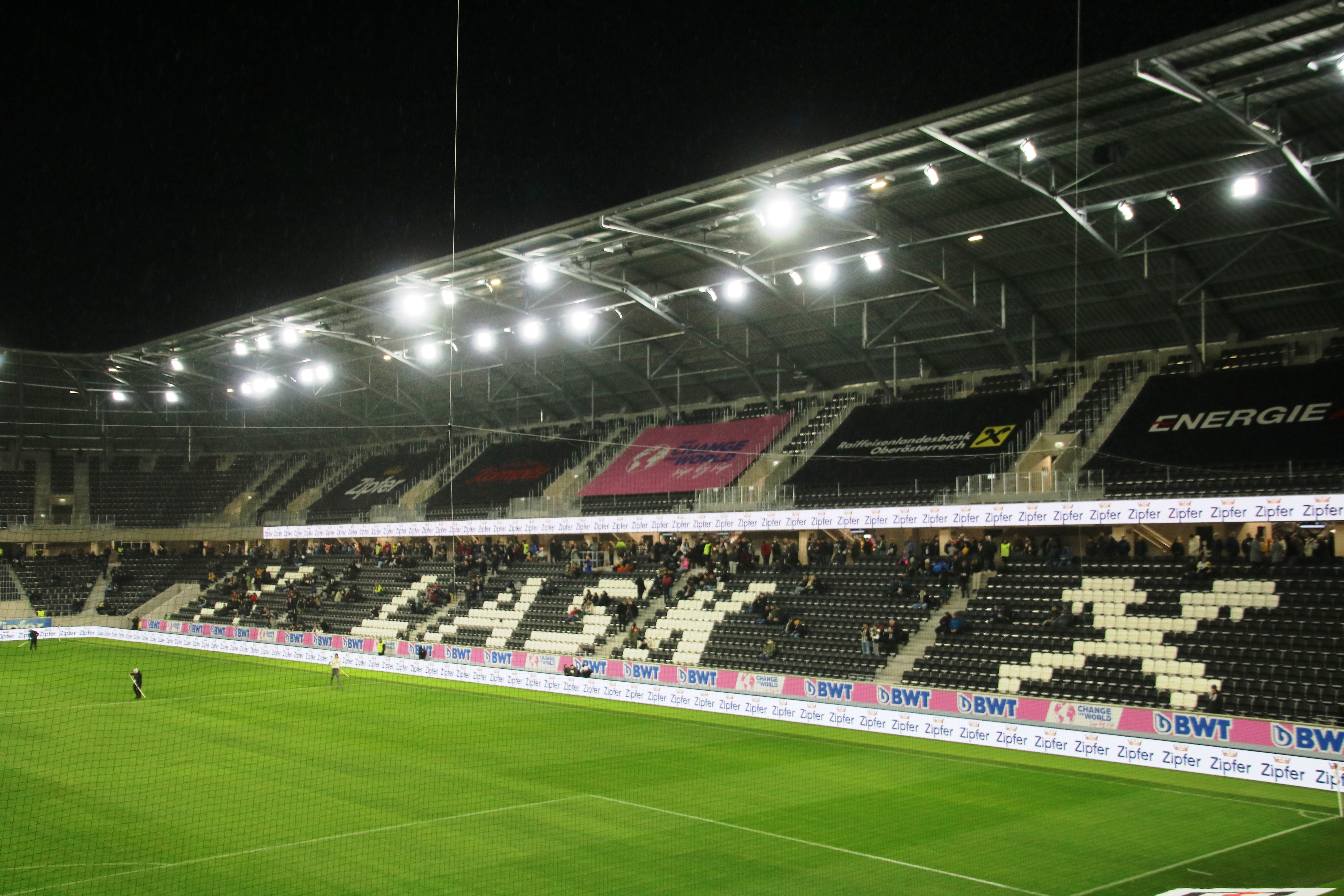
Tribune opposée (février 2023)
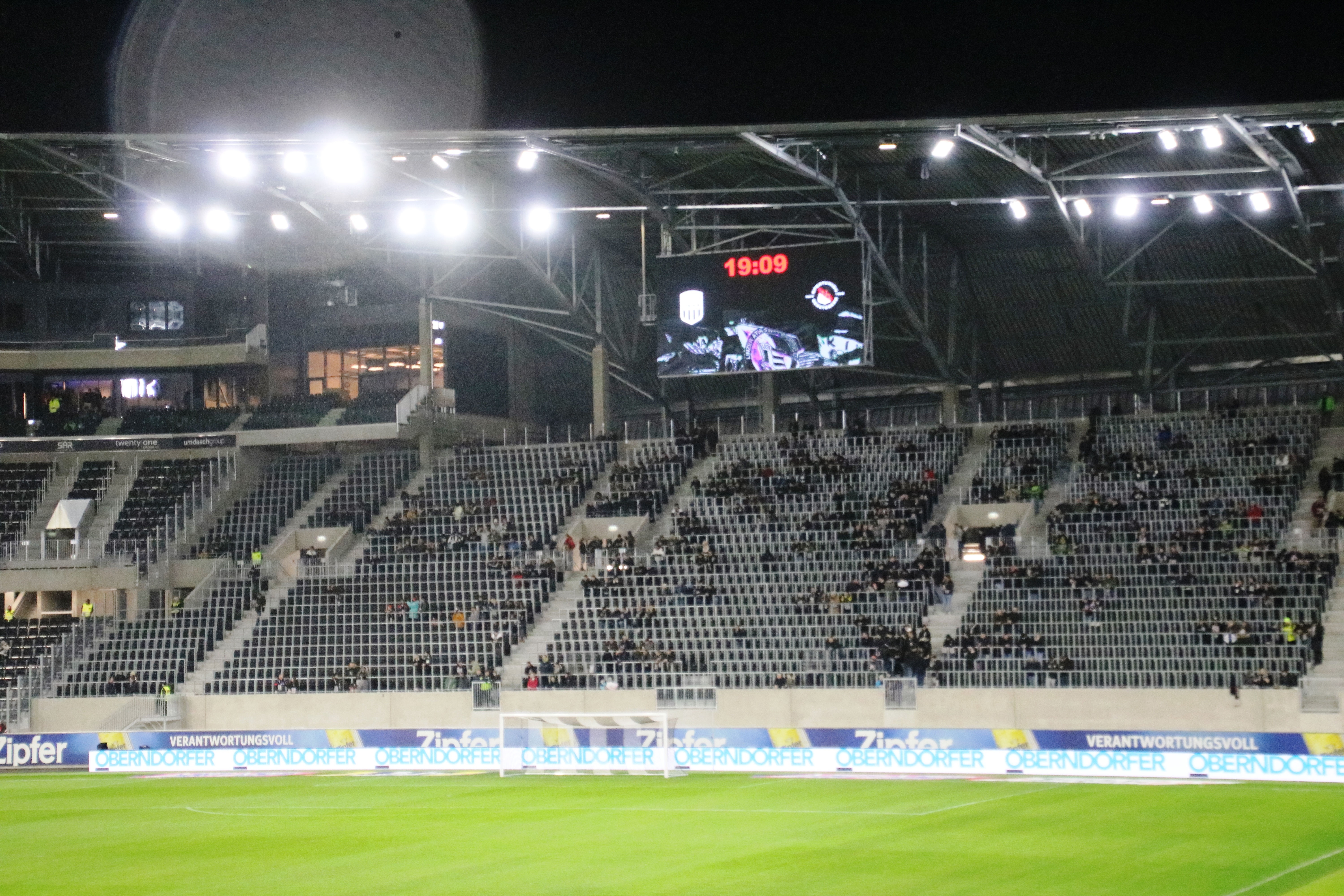
Virage Ouest (février 2023)